# Tomarata Lake
Der Tomarata Lake ist ein See im Rodney Ward des Auckland Council auf der Nordinsel von Neuseeland.

## Geographie
Der Tomarata Lake befindet sich am nordöstlichen Ende des Rodney Ward und damit rund 1,5 km südwestlich der Ostküste und des Jellicoe Channel sowie rund 15,3 km nordöstlich von der Stadt Wellsford entfernt. Der Dünensee erstreckt sich über eine Länge von rund 600 m in Nordwest-Südost-Richtung sowie über eine Breite von rund 320 m in Südwest-Nordost-Richtung und umfasst dabei eine Fläche von rund 14,4 Hektar. Der 6,0 m tiefe See besitzt einen Umfang von rund 1,6 km.
Nordöstlich direkt angrenzend an den See befindet sich der Mangawhai Forest und an seiner südwestlichen bis südöstlichen Seite umfasst das Gewässer ein Feuchtgebiet, zu dem der kleine rund 0,6 Hektar große See rund 80 m östlich gehört. Wasserzuläufe in Form von Bächen sind für den See nicht zu erkennen, wohl aber ein zum Teil kanalisierter Ablauf in Richtung des Spectacle Lake. Der Ablauf besitzt eine Länge von rund 1,2 km.
Ein Baggersee mit dem Namen Sand Quarry Lake ist rund 570 m nordwestlich neben dem Spectacle Lake zu finden.

## Nutzung des Sees
Von den drei Dünenseen Slipper Lake, Spectacle Lake und Tomarata Lake ist der letztgenannte der zugänglichere und kann über einen Straßenzugang erreicht werden. An dem nordwestlichen Ende des Sees befindet sich ein öffentlicher Picknickplatz. Auch ist der See zum Schwimmen und Bootfahren geeignet und zugelassen. Da das Feuchtgebiet des Sees viele bedrohte Vogel- und Pflanzenarten beherbergt, wie Farnsänger, Rohrdommel und Bindenralle, um nur einige zu nennen, gelten in dem Gebiet Einschränkungen für Hunde.